# Фурсов, Сергей Егорович
Сергей Егорович (Георгиевич) Фурсов (10 (23) октября 1910 — ?) — советский футболист, защитник, тренер.

## Биография
В 1936—1937 годах играл за «Динамо II» Москва в Кубке СССР — пять матчей, один гол. В 1938 году провёл два гостевых матча в чемпионате СССР за московский «Пищевик» 29 августа и 3 сентября против «Локомотива» Тбилиси (1:2) и «Темпа» Баку (0:3). В 1939 году сыграл один матч за «Крылья Советов» Москва в Кубке СССР.
В 1945—1946 — администратор команды «Крылья Советов» Куйбышев, старший тренер команд «Горняк» Кемерово (1948), «Химик» Кемерово (1949), «Памир» Ленинабад (1953—1954), «Трудовые резервы» Липецк (1958—1959). Начальник команды «Шахтёр» Сталиногорск (1955—1957).